# Simon Boccanegra
Pour les articles homonymes, voir Simon et Boccanegra.
Versions successives
- Seconde version créée le 24 mars 1881 à la Scala de Milan

Représentations notables
- 28 janvier 1932 au Metropolitan Opera
- Été 1985 au théâtre antique d'Orange

Personnages
- Simon Boccanegra, corsaire puis doge de Gênes (baryton)
- Jacopo Fiesco, noble génois (basse)
- Amelia, fille de Maria Fiesco et de Simon Boccanegra, petite-fille de Jacopo Fiesco (soprano)
- Gabriele Adorno, gentilhomme génois (ténor)
- Paolo Albiani, orfèvre puis courtisan favori du doge (basse)
- Pietro, homme du peuple puis courtisan (baryton)
- Capitaine des arbalétriers (ténor)
- Servante d'Amelia (mezzo-soprano)
- Soldats, marins, peuple, sénateurs, la cour du doge, prisonniers (chœur)

Airs
- « Il lacerato spirito » - Fiesco (Prologue)
- « Come in quest'ora bruna » - Maria (I, 1)
- « Nell'ora soave » -  Maria (I, 2)
- « Plebe ! Patrizi ! » -  Simon Boccanegra (I, 2)
- « Sento avvampar nell'anima » -  Adorno (II)

Simon Boccanegra est un opéra en un prologue et trois actes de Giuseppe Verdi, livret de Francesco Maria Piave d'après une pièce d'Antonio García Gutiérrez, créé dans sa première version le 12 mars 1857 à la Fenice de Venise.
Une seconde version, dont le livret a été repris par Arrigo Boito, a été créée vingt-quatre ans plus tard, le 24 mars 1881, à la Scala de Milan.

## Genèse
En mars 1856, Giuseppe Verdi se rend à Venise pour mettre en scène La traviata et reçoit une commande de la Fenice pour un nouvel opéra pour le carnaval de carême de 1857. Il choisit Simon Boccanegra tiré d'un drame de l'écrivain espagnol Antonio García Gutiérrez paru en 1843, auteur à qui il avait déjà emprunté le sujet du Trouvère. Cette histoire du XIVe siècle, à l’époque de la république de Gênes, est inspirée de la vie du doge de la ville, le premier à occuper cette fonction, Simone Boccanegra. Dans un contexte marqué par les luttes pour l'indépendance et l'unité italiennes menées depuis 1849, l’œuvre prend l'allure d'une utopie politique d'unité nationale. Verdi veut dénoncer les guerres fratricides et menace de ne pas jouer l’œuvre si la censure touche au livret. Le musicien écrit la trame à partir de laquelle Francesco Maria Piave composera le livret. Fin 1856, la composition est achevée. Malgré sa recherche d’une expression musicale nouvelle avec des récitatifs « secs » dans le style de Wagner, la qualité de ce premier livret de Simon Boccanegra ne permet pas une étroite dépendance entre drame et musique.

## Création
L'œuvre est créée le 12 mars 1857 à la Fenice, sans grand succès. En juin, l'opéra est joué à Reggio d'Émilie avec plus de succès. Mais la représentation de 1859 à Milan est un échec. L'opéra disparaît de la scène pendant des années. Verdi retravaille l'œuvre en profondeur, notamment avec Arrigo Boito qui publie une version révisée du livret. La représentation du 24 mars 1881 à la Scala de Milan consacre enfin l'œuvre qui sera désormais montée à partir de cette seconde version.
La création parisienne a lieu au Théâtre-Italien le 27 novembre 1883.

### Distribution
- Simon Boccanegra, corsaire puis doge de Gênes, Leone Giraldoni (baryton)
- Jacopo Fiesco, noble génois, ultérieurement connu sous le nom d’Andrea Grimaldi, tuteur d’Amelia Grimaldi, José Echeverria (basse)
- Amelia Grimaldi, d’abord fille adoptive de Jacopo Fiesco (alias Andrea Grimaldi), puis reconnue fille de Maria Fiesco et de Simon Boccanegra, donc petite-fille de Jacopo Fiesco, Luigia Bendazzi (soprano), appelée Maria Boccanegra dès lors que Simon reconnaît en elle sa fille
- Gabriele Adorno, gentilhomme génois, amoureux d’Amelia, Carlo Negrini (ténor)
- Paolo Albiani, orfèvre puis courtisan favori du doge Simon Boccanegra, Giacomo Vercellini (basse)
- Pietro, homme du peuple puis courtisan, Andrea Bellini (baryton)
- Orchestre et chœurs : Gran Teatro La Fenice, Venise
- Concertatore : Giuseppe Verdi
- Directeur d’orchestre : Carlo Ercole Bosoni
- Chef de chœur : Luigi Carcano
- Décors : Giuseppe Bertoja
- Costumes : Davide Ascoli

## Argument
L'action se situe à Gênes et dans ses alentours au milieu du XIVe siècle. Entre le prologue et le drame, vingt-cinq années se sont passées.

### Prologue
Au XIVe siècle, Gênes est déchirée par les luttes entre patriciens et plébéiens. Le marin Simon Boccanegra et son amante Maria Fiesco (qui n’apparaît pas dans l'opéra) font les frais de ces querelles intestines : le père de Maria n’est autre que le doge de la ville, le patricien Jacopo Fiesco. Lorsqu’il a appris que Maria avait donné un enfant à Simon, il a assigné sa fille à résidence. Les deux amants avaient confié leur fille à une vieille servante mais celle-ci est morte, et l’enfant a mystérieusement disparu. À l’approche des élections, le plébéien Paolo Albiani propose à Simon de se porter candidat. Celui-ci accepte, voyant là son unique chance d’obtenir la main de Maria. Mais Maria meurt. Rongé par la douleur, Fiesco accuse Simon d'avoir causé la perte de sa fille, et lui déclare que seule la vue de sa petite-fille pourrait les réconcilier. Puis Simon Boccanegra est élu doge.

### Acte I
Vingt-cinq ans ont passé à Gênes, à nouveau gouvernée par le doge Simon Boccanegra dans le cadre d’un second mandat. Mais la haine entre plébéiens et patriciens ne s’est pas apaisée. Jacopo Fiesco s’est retiré à l’extérieur de la ville, sous le nom d'Andrea Grimaldi, avec Amelia, une orpheline qu’il a recueillie sur le rivage de la Méditerranée et élevée comme sa propre fille. Simon Boccanegra a promis la main d’Amelia Grimaldi à Paolo Albiani, devenu son protégé, mais la jeune fille est amoureuse de Gabriele Adorno, dont le père a jadis été tué par Simon Boccanegra. Coup de théâtre : Simon reconnaît en Amelia sa fille, disparue vingt-cinq ans auparavant, en même temps que mourait sa mère Maria Fiesco ; elle a le même prénom que sa mère donc s’appelle en réalité Maria Boccanegra. Mais la joie des retrouvailles est de courte durée : quand Boccanegra se rétracte et refuse la main d’Amelia à Paolo, celui-ci enlève la jeune fille. Le conflit privé prend des proportions politiques : Gabriele soupçonne Simon Boccanegra d’être l’auteur de l’enlèvement, et s’allie avec Fiesco pour provoquer une insurrection. Simon doit faire face au peuple, pendant que les affrontements entre plébéiens et patriciens conduisent la cité au bord de la guerre civile. Grâce à Amelia, la vérité éclate : Paolo est démasqué.

### Acte II
Paolo Albiani, qui brûle de se venger, projette d’empoisonner Simon Boccanegra, son ancien protecteur. Il réussit à persuader Gabriele Adorno de devenir son allié dans cette entreprise, en lui faisant croire que Simon entretient une liaison avec Amelia. Mais lorsque Gabriele se retrouve face au doge, assoupi car il a déjà bu une gorgée du poison de Paolo, l’intervention d’Amelia permet une fois de plus de faire la lumière : le jeune patricien renonce à son plan en apprenant que Simon est le père de sa fiancée. Le doge lui pardonne et Gabriele lui jure fidélité, mais, dehors, la rébellion vient de commencer.

### Acte III
La révolte est finalement écrasée. Le conspirateur Paolo Albiani est arrêté puis exécuté. Jacopo Fiesco hurle sa haine contre Simon Boccanegra. Mais en lui révélant qu’Amelia est la fille de Maria Fiesco, Simon lui rappelle sa promesse vieille de vingt-cinq ans : le plébéien et le patricien devaient faire la paix le jour où ce dernier reverrait sa petite-fille. C’est la réconciliation tant espérée. Amelia, alias Maria Boccanegra, épousera Gabriele, qui succédera à Simon. La foule en liesse réclame Simon Boccanegra, mais le poison a inexorablement fait son œuvre, et déjà les ténèbres enveloppent le doge. Jacopo Fiesco va annoncer à la foule que Gabriele est le nouveau doge.

## Orchestration

### Bois
- 1 piccolo, 1 flûte traversière, 2 hautbois, 2 clarinettes, 1 clarinette basse, 2 bassons

### Cuivres
- 4 cors, 2 trompettes, 2 trombones, 1 trombone basse, 1 cimbasso

### Percussions
- Timbales, caisse claire, grosse caisse

### Cordes
- Harpe
- Violon I, violon II, alto, violoncelle, contrebasse

## Enregistrements notables
Parmi les nombreux enregistrements de cet opéra, on peut citer les suivants :
- 1957, EMI, Théâtre de l'Opéra de Rome, direction Gabriele Santini, avec Tito Gobbi (Simon), Boris Christoff (Fiesco), Victoria de los Ángeles (Amelia) et Giuseppe Campora (Adorno).
- 1977, Deutsche Grammophon, Théâtre de La Scala, direction Claudio Abbado, avec Mirella Freni, Piero Cappuccilli, José Carreras, Nicolaï Ghiaurov, José van Dam et Giovanni Foiani.